# Дорохина, Александра Митрофановна
Александра Митрофановна Дорохина (17 апреля 1941, с. Молодовск, Сретенский район, Читинская область — 23 июня 2019, Москва) — советская и российская актриса театра и кино, артистка театра «Ленком».

## Биография
Родилась 17 апреля 1941 года в селе Молодовск Сретенского района Читинской области.
В 1965 году окончила школу-студию МХАТ (курс В. П. Маркова). С 1967 года — артистка театра «Ленком».
Похоронена на Хованском кладбище.

## Творчество

### Роли в театре
- «Мольер» — Арманда
- «Суджанские мадонны» — Марина Петриченко
- «Круглый стол с острыми углами» — певица в казино
- «Перекрёсток судьбы» — Полина
- «Дождь — хорошая погода» — Аня
- «Золотой ключик» — Жаба
- «Беспокойная старость» Леонида Рахманова — Кухарка
- «Конец Хитрова рынка» — проститутка
- «Голубая роза» — девушка
- «Вечером, после работы» — Дуся, продавщица в ларьке
- «Колонисты» — девушка определённых занятий
- «Автоград XXI» Ю. Визбора, М. Захарова. Режиссёр: Марк Захаров — официантка
- «Тиль» — проститутка
- «Иванов» А. П. Чехова — гостья
- «Ясновидящий» — Альма
- «Гамлет» Шекспира. Режиссёр: Г. А. Панфилов — леди
- «Царь-рыба» — Мозглячиха
- «Поминальная молитва» Григория Горина — трактирщица
- «Бременские музыканты» — охранник
- «Чайка» А. П. Чехова — горничная
- «Варвар и еретик» (по роману Ф. М. Достоевского «Игрок») — кельнерша
- «Плач палача» — кассирша

### Фильмография
- 1965 — Ваш сын и брат — Саша
- 1966 — Ожидания — доярка
- 1967 — Бабье царство — Марина
- 1969 — Зинка (короткометражный) — Валя
- 1973 — Неисправимый лгун — мама Миши
- 1974 — Контрабанда — медсестра
- 1970 — Вас вызывает Таймыр — женщина с детьми
- 1971 — Конец Любавиных — эпизод
- 1977 — Про Красную Шапочку — мать рёбенка
- 1977 — 12 стульев — секретарша месткома коммунальников в уездном городе N
- 1981 — Отец Сергий
- 1981 — Незваный друг
- 1981 — Любовь моя вечная
- 1985 — Город невест
- 1986 — Кин-дза-дза! — крупная женщина в тоннеле
- 1987 — Время летать — служащая аэропорта
- 1995 — Пьеса для пассажира
- 2002 — Улыбка Мелометы
- 2005 — Рублевка Live
- 2007 — Кулагин и партнёры
- 2007 — Срочно в номер — клиентка
- 2008 — Девять признаков измены